# Simon Ward
Simon Ward (* 16. Oktober 1941 in Beckenham, Kent, England; † 20. Juli 2012 in London, England) war ein britischer Schauspieler.

## Leben
Simon Ward wurde als Sohn von Leonard Fox Ward, einem Autohändler, und Winifred Ward geboren. Er besuchte die Alleyn's School in London. Im Alter von 15 Jahren trat er in das Schauspielerensemble des an der Alleyn's School beheimateten National Youth Theatre ein. Er absolvierte eine Schauspielausbildung an der Royal Academy of Dramatic Art in London. 1963 gab er sein Debüt als Theaterschauspieler am Northampton Repertory Theatre in der Rolle des Fred Beenstock in dem Theaterstück Hobson's Choice von Harold Brighouse. Ein Jahr später, 1964, erfolgte am St. Martin’s Theatre in The Fourth of July sein Debüt im Londoner West End. In den nächsten Jahren trat Ward in zahlreichen Theaterinszenierungen an verschiedenen britischen Bühnen auf.
Er spielte unter anderem den Konstantin in Die Möwe (Birmingham Repertory Theatre 1964), die Rolle des Abel Drugger in dem Theaterstück The Alchemist von Ben Jonson (Oxford Playhouse 1965) und den Hippolyte in Phädra (Oxford Playhouse, 1965). 1966 spielte er den Dennis in der Uraufführung von Joe Ortons Stück Beute am Jeanette Cochrane Theatre in Holborn. Es folgten: Ferdinand in William Shakespeares Spätwerk Der Sturm (Chichester Festival Theatre 1968), Romeo in Romeo und Julia (Shaw Theatre, London 1972) und Troilus in Troilus und Cressida (Young Vic Theatre, London 1976).
Später übernahm Ward Theaterrollen unter anderem in Neil Simons komödiantischer Farce Gerüchte...Gerüchte (Rumours) (1990) und 1995 in Cell Mates von Simon Gray am Londoner Albery Theatre.
Ab Ende der 1960er Jahre spielte Ward auch Rollen in Film und Fernsehen, was zu einer Unterbrechung seiner Theaterlaufbahn für einige Jahre führte. Sein Kinodebüt gab Ward 1969 als junger Arzt in dem Horrorfilm Frankenstein muß sterben! von Terence Fisher. In der Filmbiografie Der junge Löwe von Richard Attenborough spielte er 1972 die Rolle des jungen Winston Churchill. In dem Historienfilm Hitler – Die letzten zehn Tage mit Anthony Hopkins und Anne Bancroft spielte er einen deutschen Leutnant. Besondere Bekanntheit erlangte Ward als Herzog von Buckingham in Richard Lesters Kostümfilmen Die drei Musketiere und der Fortsetzung Die vier Musketiere – Die Rache der Mylady. Dem Genre des Kriegfilms blieb Ward auch 1976 in Schlacht in den Wolken treu. In den folgenden Jahren war Ward nur noch sporadisch auf der Kinoleinwand zu sehen. Kinorollen hatte er unter anderem in Supergirl (1984) und 1992 als Mr. Linton in Stürmische Leidenschaft.
Ward spielte auch in mehreren britischen Fernsehserien. Er übernahm hierbei mehrere durchgehende Serienrollen, wiederkehrende Episodenrollen und auch Gastrollen. Er spielte unter anderem in den britischen Fernsehserien A Taste of Death und Family Affairs, außerdem in der Mini-Serie In 80 Tagen um die Welt gemeinsam mit Pierce Brosnan. In den letzten Jahren war Ward in der BBC-Kriminalserie Judge John Deed und als Bischof Stephen Gardiner in Die Tudors zu sehen.
Seine Tochter Sophie Ward ist ebenfalls Schauspielerin.
Simon Ward starb im Jahr 2012 nach langer Krankheit.

## Filmografie (Auswahl)
- 1969: Frankenstein muß sterben! (Frankenstein Must Be Destroyed)
- 1971: Auf der Suche nach Liebe (Quest for Love)
- 1972: Der junge Löwe (Young Winston)
- 1973: Dracula (Dan Curtis’ Dracula)
- 1973: Hitler – Die letzten zehn Tage (Hitler: The Last Ten Days)
- 1973: Die drei Musketiere (The Three Musketeers)
- 1974: Die vier Musketiere – Die Rache der Mylady (The Four Musketeers)
- 1975: Der Doktor und das liebe Vieh (All Creatures Great and Small) (Fernsehfilm)
- 1976: Schlacht in den Wolken (Aces High)
- 1977: The Four Feathers (Fernsehfilm)
- 1977: Die Standarte
- 1977: Inferno 2000 (Holocaust 2000)
- 1979: Die letzte Offensive (Zulu Dawn)
- 1984: Supergirl
- 1988: A Taste of Death (Fernsehserie)
- 1989: In 80 Tagen um die Welt (Around The World In 80 Days)
- 1992: Stürmische Leidenschaft (Emily Brontë’s Wuthering Heights)
- 2003–2007: Judge John Deed (Fernsehserie)
- 2005: Family Affairs (Fernsehserie)
- 2009–2010: Die Tudors (The Tudors) (Fernsehserie)